# باشگاه نیمه‌شب ۳: نسخه داب
باشگاه نیمه شب ۳: داب ادیتیشن Midnight Club 3: Dub Edition یک بازی ویدئویی مسابقه ای است که در سال 2005 توسط Rockstar San Diego توسعه یافته و توسط Rockstar Games منتشر شده است. این سومین قسمت از مجموعه Midnight Club است. مانند قسمت های قبلی این سری، این بازی یک مسابقه مسابقه ای به سبک آرکید است و به جای فیزیک و رانندگی واقع گرایانه، بر مسابقات وحشی و پرسرعت تمرکز دارد. این نام از مشارکت Rockstar و DUB Magazine گرفته شده است، که به شدت در بازی به شکل مسابقات حمایت شده توسط DUB و وسایل نقلیه سفارشی DUB به عنوان جوایز ظاهر می شود.
بازیکنان از طریق تفریحات جهان باز در سن دیگو، آتلانتا، و دیترویت با گوش دادن به 98 (124 در نسخه ریمیکس) آهنگ های موسیقی دارای مجوز که شامل سبک های هیپ هاپ، راک و سایر سبک ها هستند، مسابقه می دهند. بازی دارای تعدادی نماهای گرافیکی پس از برخورد بازیکن با اشیاء خاص، یا سفر در مسیرهای خاصی از جاده است. همچنین قابلیت شخصی سازی وسیله نقلیه بازیکن نیز وجود دارد. به غیر از اصلاح ظاهر خارجی، عملکرد خودرو نیز می تواند بهبود یابد (به استثنای تمام وسایل نقلیه غیر موتورسیکلت کلاس "A"). Midnight Club 3: Dub Edition اولین بازی از این سری است که دارای وسایل نقلیه دارای مجوز است. در مارس 2006، نسخه به روز شده بازی با عنوان Midnight Club 3: Dub Edition Remix منتشر شد. که شامل وسایل نقلیه جدید، مسابقات و موسیقی، و همچنین یک حالت اضافی به نام "چالش توکیو" است که دارای نقشه تغییر یافته توکیو از Midnight Club II است.

## گیم پلی
Midnight Club 3: Dub Edition یک بازی ویدیویی مسابقه‌ای جهان باز و اولین بازی از این سری است که شامل تغییرات بصری و عملکردی ماشین می‌شود. با برنده شدن در مسابقات، بازیکن ماشین‌های جدید و گزینه‌هایی را برای شخصی‌سازی آنها باز می‌کند. این گزینه‌ها شامل افزایش عملکرد، افزودن وینیل‌ها و رنگ‌های جدید، و اصلاح فیزیکی خودرو با تغییر قطعاتی مانند چرخ‌ها، سپرها، اسپویلرها، نئون، کاپوت و اجزای موتور است. خودروها بسته به عملکردشان به چهار کلاس D، C، B و A تقسیم می شوند.
پنج نوع مسابقه در بازی وجود دارد: مسابقه سفارشی، مسابقه مداری، مسابقه بدون ترتیب، مسابقه اتوکراس، مسیر و دیوانگی. در مسابقه‌های منظم، بازیکن در مسیری که با شعله‌های زرد-نارنجی مشخص شده است، در شهر مسابقه می‌دهد تا به خط پایان برسد. در مسابقات دایره ای، بازیکن در طول یک مسیر مداری در شهر برای تعداد دور مشخصی مسابقه می دهد. در مسابقات نامرتب، بازیکن آزاد است تا قبل از عبور از خط پایان، از نقاط بازرسی پراکنده به هر ترتیبی عبور کند. مسابقات اتوکراس در یک مدار محصور در خیابان و بدون ترافیک یا پلیس برگزار می شود و هدف این است که سریعتر از زمان تعیین شده، مدار را به پایان برسانید. رویدادهای پیست که در حالت آرکید موجود است، شبیه به مسابقات اتوکراس هستند، با این تفاوت که بازیکن با سایر نژادها در داخل مسیر مسدود شده رقابت می کند و اغلب آسیب بیشتری می گیرد. رویدادهای دیوانگی در Arcade نیز موجود است، مسابقاتی تایم تریل هستند که در آن بازیکن در هر 15 ثانیه یک تقویت نیتروژن دریافت می کند، همچنین ترمز دستی کار نمی کند و مسابقه تنها زمانی به پایان می رسد که زمان تمام شود.
بازیکنان همچنین می توانند مسابقه های خود را در ویرایشگر مسابقه ایجاد کنند (در نسخه PSP موجود نیست). بازیکنان می‌توانند با قرار دادن پست‌های بازرسی در سرتاسر شهر، یک مسابقه مداری، سفارشی یا بدون نظم ایجاد کنند و می‌توانند شرایط مسابقه مانند ترافیک، آب و هوا و زمان روز را تغییر دهند.

### وسایل نقلیه
هفت نوع خودرو وجود دارد: تیونر، سدان لوکس، SUV/کامیون، اگزوتیک، ماشین عضلانی، دوچرخه اسپرت و هلی کوپتر. همانطور که بازی ادامه دارد، باشگاه‌های مختلفی که نوع خاصی از ماشین را می‌رانند، بازیکن را به مسابقه با آنها دعوت می‌کنند: American Royalty Car Club (Muscle Cars)، Big Playas (SUVs/Trucks)، By Invitation Only (Exotics)، Chopper of America. باشگاه دوچرخه (چاپرها)، غلتک های لوکس (ماشین های لوکس)، سواران اصلی (دوچرخه های ورزشی) و مسابقات خیابانی بی نظیر (تیونرها). اگر بازیکن یک باشگاه را در سه مسابقه شکست دهد، توانایی ویژه ای را برای آن کلاس باز می کند. تیونرها، دوچرخه‌های اسپورت، اگزوتیک، لکسوس SC430 و مرسدس بنز SL 500 (R230) (همراه با نوع AMG با عملکرد بالاتر، SL 55) «Zone» (شکلی از زمان گلوله که امکان هندلینگ دقیق‌تر در ارتفاع را فراهم می‌کند) دریافت می‌کنند. سرعت)، کامیون ها / SUV ها و خودروهای لوکس "Agro" را دریافت می کنند (که به وسیله نقلیه اجازه می دهد در ترافیک و سایر موارد عبور کند. موانع بدون آسیب یا کاهش سرعت) و Muscle Cars و Choppers "Roar" را دریافت می کنند (تنها توانایی تهاجمی، موج صوتی را به راه می اندازد که هر وسیله نقلیه ای را در مسیر خود منفجر می کند).

### چند نفره
این بازی شامل یک حالت آنلاین است که در آن بازیکنان می توانند با بازیکنان دیگر از سراسر جهان مسابقه دهند. همچنین باشگاه های زیادی برای پیوستن وجود دارد، اما بازیکنان نیز می توانند باشگاه های خود را راه اندازی و مدیریت کنند. بیشتر حالت‌های آفلاین برای بازی آنلاین در دسترس هستند، در حالی که در حالت آنلاین می‌توان در بازی چت کرد، از جمله حالت کروز، گرفتن پرچم، مسابقه مداری، مسابقه سفارشی، مسابقه نامرتب، برچسب، رنگ و اتوکراس. آهنگ های ایجاد شده از طریق ویرایشگر مسابقه آفلاین را می توان به صورت آنلاین استفاده کرد. در ایکس باکس لایو، این بازی از چت صوتی نیز پشتیبانی می کند.

## طرح

### سن دیگو
بازیکن در سن دیگو با ملاقات با اسکار (دیوید باررا)، مکانیک Six-One-Nine Customs، یک گاراژ تنظیم در سن دیگو شروع می کند. اسکار با ارائه نکات و اطلاعات مفید در مورد مسابقات، بازیکن را در طول بازی راهنمایی می کند. بازیکن با انتخاب شش خودرو شروع می کند: شورولت ایمپالا 1964، شورولت مونت کارلو 1978، دوج نئون SRT-4 2004، میتسوبیشی اکلیپس GT-S 2004، فولکس واگن گلف R32 Mk4، یا 2004 Volkswagent. Club 3: Dub Edition Remix گزینه Scion tC را اضافه کرد). با برنده شدن بازیکن در مسابقات، گزینه‌های سفارشی‌سازی جدید و ماشین‌ها برای خرید باز می‌شوند.
مسابقات اتومبیلرانی خیابانی که در ابتدای بازی برای به چالش کشیدن در دسترس هستند عبارتند از: ونسا (میتسوبیشی اکلیپس GT-S)، بیشاپ (لکسوس GS430) و کارلوس (شورولت مونت کارلو 1978). شکست دادن هر یک از این مسابقه‌دهنده‌های خیابانی، یک دعوتنامه برای به چالش کشیدن یک باشگاه مسابقه‌ای که مسابقه‌دهنده رقیب بخشی از آن است، باز می‌کند. ونسا مسابقات خیابانی بی‌نظیر را باز می‌کند (تیونرها؛ که به بازیکن با یک نیسان اسکای لاین GT-R (R34) پاداش می‌دهد، بیشاپ غلتک‌های لوکس (سدان‌های لوکس را باز می‌کند؛ که به بازیکن یک مرسدس بنز CL 55 AMG (C215) پاداش می‌دهد. و کارلوس قفل American Royalty Car Club را باز می کند (Muscle Cars؛ که به بازیکن پاداش می دهد با یک شورلت کوروت (C3)) شکست دادن دو نفر از این مسابقات خیابانی به بازیکن این امکان را می دهد که فیل را برای مالکیت Hotmatch Cuevito خود و دعوت به چالش کشیدن باشگاه دوچرخه سواری Chopper of America به چالش بکشد. هنگامی که بازیکن فیل را شکست دهد، همراه با برنده شدن در یکی از سه تورنمنت اولیه، ونسا دوباره آنها را به چالش می کشد، این بار با یک میتسوبیشی اکلیپس GT-S ارتقا یافته رانندگی می کند.
پس از شکست دادن همه مسابقه‌دهنده‌ها (به جز یکی از بیشاپ یا کارلوس) و برنده شدن در یکی از تورنمنت‌های سن دیگو، بازیکن به وینس (Kiff VandenHeuvel)، مکانیک از دیترویت معرفی می‌شود. اسکار اشاره می‌کند که بازیکن به عنوان یک مسابقه‌دهنده ماهر شهرت پیدا کرده است، و چند مسابقه بزرگ در آتلانتا وجود دارد که بازیکن ممکن است به آنها علاقه داشته باشد. او به بازیکن می‌گوید برای انجام این سفر به شرکت کشتیرانی برود.

### آتلانتا
بازیکن به گاراژی در آتلانتا به نام "Apone Team Racing" می رسد. مالک، آپون (دکستر تیلیس)، خود را معرفی می‌کند، اما با ارزش‌ترین دارایی‌اش حواسش پرت می‌شود: شورلت ایمپالا با رنگ طلایی 1964 که او سفارشی‌سازی کرده و دائماً در حال دستکاری با آن است. در آتلانتا، بازیکن توسط سه مسابقه‌دهنده به چالش کشیده می‌شود. همچنین یک تورنمنت در جریان است که جایزه آن یک "DUB'd-Out" 2004 Cadillac Escalade EXT است. آپون پس از شکست دادن همه مسابقه‌دهنده‌ها (به جز Dre و Cheng یا Vito و Naomi) در آتلانتا، اشاره می‌کند که مسابقات بیشتری در دیترویت در جریان است و فکر می‌کند که این ایده خوبی است که بازیکن آن را بررسی کند.
مسابقات اتومبیلرانی خیابانی در آتلانتا عبارتند از: روی (1969 Dodge Charger R/T، بعداً 1999 Dodge Charger R/T Concept)، Dre (2005 Cadillac Escalade (نسل دوم))، چنگ (Mitsubishi Lancer Evolution VIII)، Vito (Ducati Monster S4R). لامونت (شورولت سیلورادو SS؛ بعداً با مرسدس بنز بازمی گردد CLK GTR Strassenversion در طول مسابقات قهرمانی ایالات متحده) و نائومی (Hotmatch Skully). شکست دادن ویتو قفل سواران اصلی (دوچرخه های ورزشی) را باز می کند، شکست دادن Dre یا Lamont قفل Playas های بزرگ (SUV/Trucks) را باز می کند.

### دیترویت
بازیکن به دیترویت می رسد و چهره ای آشنا به نام وینس را می بیند. او با یاد او از بازیکن در شهر و مغازه اش استقبال می کند. او بعداً به یک لامبورگینی مورسیلاگو اشاره می‌کند و می‌گوید که این جایزه برای هر باشگاه ماشینی است که بهترین مسابقه خیابانی را نشان دهد. چهره‌ای آشنا از آتلانتا به دیترویت می‌آید، روی، که یک مسابقه‌دهنده متاثر از داستان است، اما هرگز دیده نمی‌شود یا نامی از او برده نمی‌شود. بازیکن چند بار با آن‌ها مسابقه می‌دهد، و همچنین باشگاه‌های ماشین. در اوایل دوران حرفه ای بازیکن در دیترویت، یک تورنمنت برگزار می شود و یک شورلت فلیت لاین 1949 (همانطور که اسکار آن را توصیف می کند "فقط ماشین برای برنده شدن در دیترویت!") جایزه است. پس از شکست دادن سزار در اولین رویارویی خود، بازیکن یک چالش را از باشگاه By Invitation Only Exotic Car به ثمر رساند. شکست دادن آنها، کرایسلر ME Four-Twelve ویژه و کمیاب 2004 را برای بازیکن به ارمغان می آورد (با باز شدن قفل "Zone" برای Exotics پس از مسابقه سوم). پس از شکست دادن تمام مسابقه‌دهنده‌ها در دیترویت، بازیکن دو بار در یک سری با عنوان U.S Championship Series که در هر سه شهر برگزار می‌شود، با رانندگان خاصی مسابقه می‌دهد. و با شکست دادن آنها به عنوان پیروز سری قهرمانان ایالات متحده انتخاب می شود. پس از آن، بازیکن به وینس باز می گردد و لامبورگینی Murcielago[b] از قبل به او جایزه داده می شود. وینس می‌گوید: "این باید با احترام انجام شود، نه توسط یک سوئینگگر سن دیگو که فکر می‌کند چیزهای داغ یا چیزهای دیگری است."
مسابقات خیابانی در دیترویت عبارتند از: روی (بازگشت با دوج وایپر GTS-R مفهومی؛ و در نهایت با مک لارن F1 LM)، اسپایدر (هات مچ دی الگانس)، لئو (1981 شورولت کامارو Z28)، سزار (مرسدس بنز SLR مک لارن). ، بعدها یک لامبورگینی گالاردو و در نهایت یک کرایسلر ME Four-Twelve)، کیوشی (Aprilla RSV 1000 R Mille Factory، بعدها یک Kawasaki Ninja ZX-12R)، و Angel (Saleen S7؛ بعدها یک Cadillac Cien).

## توسعه
به گفته سازنده Rockstar San Diego، سه شهر حاضر در نسخه اولیه بازی در سال 2005 به دلیل اهمیت آنها برای تم های خودرویی و مسابقه ای بازی انتخاب شدند. آتلانتا به دلیل پیشگامی در سفارشی سازی خودرو، دیترویت به دلیل موقعیت آن به عنوان زادگاه صنعت خودروی ایالات متحده و سن دیگو به دلیل تأثیر آن بر توسعه فرهنگ مسابقات خیابانی انتخاب شد.
Rockstar Games همچنین نسخه ریمیکس این بازی را توسعه داد که در مارس 2006 منتشر شد.

## باشگاه نیمه شب 3: داب ادیتیشن رمیکس
Midnight Club 3: Dub Edition Remix نسخه اصلاح شده Midnight Club 3: Dub Edition است. این بازی به عنوان نسخه Greatest Hits در پلی استیشن 2 و نسخه Platinum Hits در ایکس باکس در دسترس است (نسخه ریمیکس بازی برای PlayStation Portable در دسترس نیست). این بازی در 13 مارس 2006 یا دقیقا یازده ماه پس از انتشار نسخه اصلی منتشر شد. این بازی در 19 دسامبر 2012 در شبکه پلی استیشن برای PS3 منتشر شد، اما پس از گذشت مدتی به دلیل مشکلات مربوط به مجوز حذف شد.
این بازی دارای تمام شهرها، وسایل نقلیه، موسیقی و سایر ویژگی های Midnight Club 3: Dub Edition است. این نسخه از بازی همچنین به بازیکن اجازه می‌دهد تا داده‌های اصلی بازی را روی کارت حافظه خود به Midnight Club 3: Dub Edition Remix وارد کند تا پیشرفت از دست رفته را جبران کند، بنابراین بازیکن را از شروع دوباره نجات می‌دهد.
ویژگی های زیر در ریمیکس اضافه شده است:
24 وسیله نقلیه جدید (از جمله برخی از برندهایی که در نسخه اصلی نیستند، مانند GMC، Infiniti، Pagani و Scion).
توکیو، به عنوان یک شهر بازگشتی، که یک نسخه کمی به روز شده از شهر توکیو از Midnight Club II است. این به عنوان حالت شغلی اختیاری، چالش توکیو عمل می کند.
25 آهنگ جدید مجوز.
مسابقه های اضافی و نقشه های نبرد.
رابط کاربری منوی تغییر رنگ، که از یک رابط کاربری عمدتا آبی/طلایی به یک رابط کاربری رنگی قرمز/مشکی/نقره ای تغییر رنگ داده است.

## موسیقی متن
موسیقی زیر را می توانید در Midnight Club 3 پیدا کنید: Dub Edition و موسیقی متن Remix نیز گنجانده شده است. هنرمندان موسیقی موجود در این بازی عبارتند از اعضای متعدد ارتش فراعنه، The Game، Paul Wall، T.I.، 50 Cent، Big Tymers، Mannie Fresh، Fabolous، Bump J، Calyx، Deep Blue، Ash، Aztec Mystic، Jimmy Eat World، کاسابیان، مرلین منسون، انفجار، ناین اینچ نیلز، شان پل، پیتبول، لیل وین و دیگر هنرمندان موسیقی متن شامل 99 قطعه بود. موسیقی متن ریمیکس شامل 25 آهنگ اضافی بود. 124 آهنگ در مجموع. تعداد زیادی از هنرمندان تکنو دیترویت نیز در موسیقی متن بازی حضور دارند که منعکس کننده تنظیمات بازی هستند.